# Bolesław Lepszy
Bolesław Adam Marian Lepszy (ur. 10 czerwca 1888 w Krakowie, zm. 18 lipca 1974 w Toronto) – porucznik pilot Wojska Polskiego, kawaler Orderu Virtuti Militari.

## Życiorys
Urodził się 10 czerwca 1888 w Krakowie, w rodzinie Leonarda i Karoliny z Wolańskich.  Ukończył Państwowe III Gimnazjum im. Króla Jana Sobieskiego w Krakowie. 10 października 1913 został powołany do odbycia służby w cesarskiej i królewskiej Armii. Otrzymał przydział do c. i k. Pułku Piechoty Nr 1 w Opawie. 15 maja 1915 został przeniesiony do c. i k. Lotnictwa na stanowisko oficera technicznego. W czerwcu 1918 został skierowany na szkolenie do oficerskiej szkoły obserwatorów. 10 sierpnia 1918 został przeniesiony do 6 kompanii lotniczej (niem. Fliegerkompanie 6) w Tiranie na stanowisko oficera technicznego i obserwatora. 1 listopada 1917 został mianowany podporucznikiem ze starszeństwem z 1 stycznia 1916, a 1 czerwca 1918 awansowany na porucznika.
W grudniu 1918 wrócił z Albanii do Krakowa. 17 stycznia 1919 został przyjęty do Wojska Polskiego z dniem 1 listopada 1918, z byłej armii austro-węgierskiej, z zatwierdzeniem posiadanego stopnia podporucznika (sic!) i otrzymał przydział do Eskadry Lotniczej Kraków (późniejszej 5. eskadry wywiadowczej) na stanowisko obserwatora. Przeszedł przeszkolenie w zakresie pilotażu i od sierpnia 1919 roku w składzie tej eskadry walczył jako pilot podczas wojny polsko-bolszewickiej. 27 maja 1920 roku brał udział w atakach na nieprzyjacielskie pociągi pancerne „Bela Kun” i „Krasnyj Krestianin”. Polscy lotnicy zniszczyli tory i uszkodzili oba pociągi, które później zostały zdobyte przez piechotę. Podczas tych ataków Bolesław Lepszy został ranny w głowę ale nie zaprzestał walki aż do całkowitego wykorzystania posiadanej amunicji i bomb. Pomimo rany zdołał doprowadzić samolot na macierzyste lotnisko. W związku z trudną sytuacją na froncie w lipcu przerwał rekonwalescencję i powrócił do swej eskadry. Od 1 sierpnia brał udział w atakach na oddziały 1. Armii Konnej Siemiona Budionnego. 6 sierpnia, w załodze z obs. Tomaszem Turbiakiem, wykonał lot wywiadowczy (trwający 4 godziny) na trasie: Tarnopol – Toustoług – Łoszniów – Janów – Trembowla – Strusów – Mikulińce – Nastasów – Ludwikówka – Zazdrość – Darachów – Burkanów. Podczas tego lotu wykryli nieliczne tabory nieprzyjaciela i rozpoznali zniszczone mosty.
19 stycznia 1921 roku został zatwierdzony z dniem 1 kwietnia 1920 roku w stopniu porucznika, w Wojskach Lotniczych, w grupie oficerów byłej armii austriacko-węgierskiej. Po zakończeniu działań wojennych, w lutym 1921 roku, został przeniesiony do 6. eskadry wywiadowczej. 8 sierpnia 1921 roku został zwolniony ze służby w Wojsku Polskim. Jako oficer rezerwy posiadał przydział do 2. pułku lotniczego w Krakowie, w którym odbywał ćwiczenia. 31 grudnia 1938 roku został przeniesiony do pospolitego ruszenia. Dalsze jego losy nie są bliżej znane.

## Ordery i odznaczenia
Za swą służbę w Wojsku Polskim otrzymał odznaczenia:
- Krzyż Srebrny Orderu Wojskowego Virtuti Militari nr 475[2][14] – 8 kwietnia 1921[15][16],
- Krzyż Walecznych[17][18][4],
- Polowa Odznaka Pilota nr 87 – 11 listopada 1928 roku „za loty bojowe nad nieprzyjacielem w czasie wojny 1918-1920”[19].
- Srebrny Medal Waleczności 2 klasy[20]